# Antonio Saltini
Antonio Saltini (Brioni Maggiore, 17 marzo 1943) è un giornalista e agronomo italiano.

## Biografia
Docente di Storia dell'agricoltura  all'Università di Milano, ha compiuto gli studi laureandosi dapprima in legge e poi in agraria. Inizia l'attività di giornalista dedicandosi all'agricoltura, un campo che, dopo la seconda laurea, è divenuta il maggior centro di interesse della sua attività professionale.
Dal 1966, poco prima di laurearsi nell'anno successivo, fu per quattro anni a fianco dello zio, don Zeno Saltini, il prete emiliano protagonista negli anni '50 di un aspro scontro con il ministro Mario Scelba e il prosegretario di stato del papa Pacelli ossia Giovanni Battista Montini. Infatti don Zeno era in difficoltà nei confronti delle autorità civili a causa dell'indebitamento delle sue iniziative quindi aveva chiesto e ottenuto la laicizzazione pro gratia. Saltini lo raggiunse dopo il decreto con cui papa Roncalli lo riammetteva, caso oltremodo raro nella storia ecclesiastica, alla celebrazione dei sacramenti; partecipò per quattro anni alle iniziative con cui lo zio si impegnava a lanciare il proprio messaggio nel clima nuovo del Concilio.
Nel corso della sua attività come giornalista ha collaborato a diversi periodici e ha diretto la rivista mensile di agricoltura Genio Rurale. È stato anche vicedirettore del settimanale Terra e vita, anch'esso di argomento agricolo.
Come scrittore ha prodotto diverse pubblicazioni fra le quali Storia delle scienze agrarie, sull'agronomia degli ultimi due millenni. Si è occupato del tema dell'equilibrio delle risorse alimentari: da un esame delle situazioni del passato, dall'approfondimento del presente, dalle prospettive future sia in scritti sui prossimi scenari agroalimentari, sia in romanzi di genere fantastico.
Ricerca le relazioni tra l'entità delle popolazioni e le metodologie di sfruttamento delle risorse agrarie: suoli, acque, specie animali e vegetali. Sulla tematica ha dedicato studi specifici agli ordinamenti annonari di Roma imperiale, delle società dell'Ancien Régime, di Roma pontificia. Ha verificato la persistenza degli antichi equilibri alimentari in realtà recenti, quale quella dell'Appennino, verificando il persistere, nel Novecento, dell'economia del castagno. Ha comparato e commentato le prospezioni degli analisti americani che hanno previsto, dal 1973, un'inevitabile conclusione dell'età delle eccedenze produttive per l'imporsi di uno scenario nuovo di carenze mondiali. Sul tema ha scritto un romanzo di fanta-economia in cui immagina il futuro aggravarsi della penuria fino all'esplosione, per il controllo delle risorse mondiali, dello scontro termonucleare, intitolando il romanzo 2057 l'ultimo negoziato.

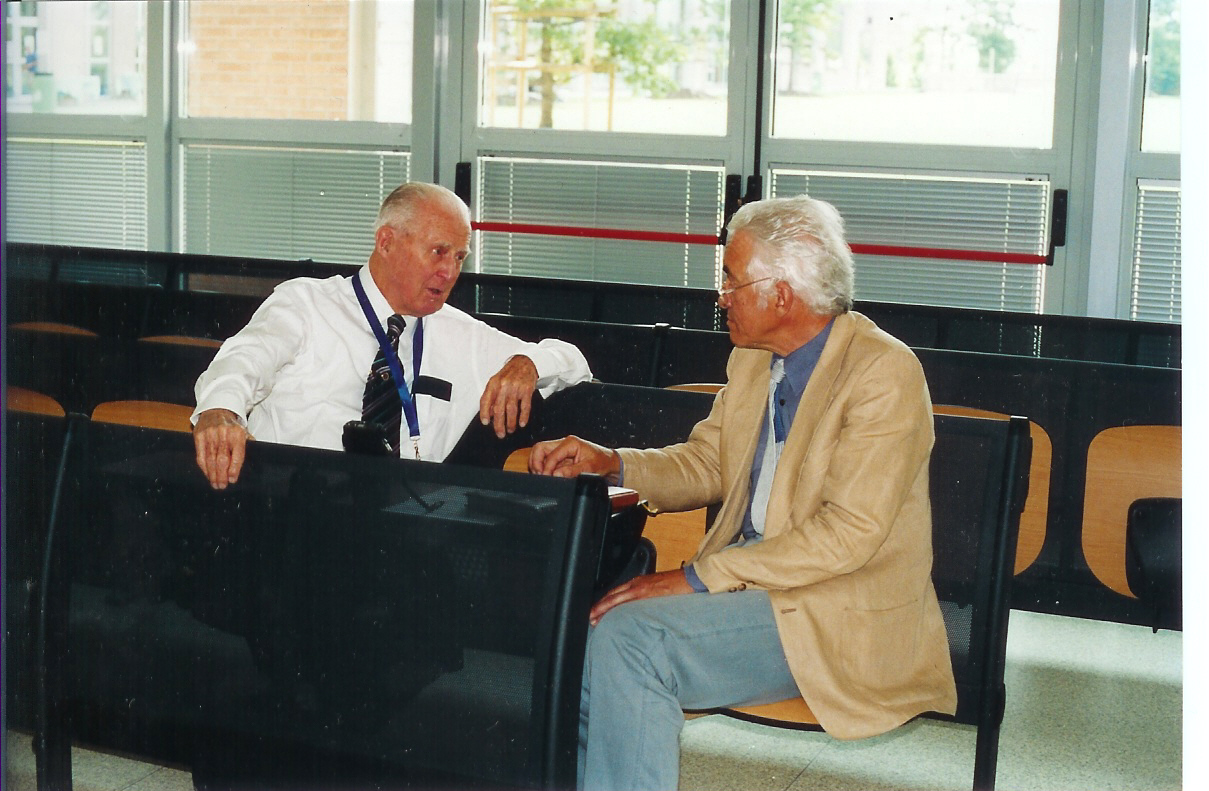
Antonio Saltini intervista Norman Borlaug, premio Nobel per la pace, in occasione di una conferenza all'Università di Bologna, il 5 settembre 2004. Rivista I Tempi della Terra.

Critico nei confronti della politica agraria degli ultimi governi, imperniata sulla promozione delle specialità alimentari ed ostile all'antica strategia della sicurezza alimentare, Saltini ritiene che l'abbandono di quella strategia, all'esplodere della domanda asiatica sui mercati internazionali, esporrebbe a gravi rischi di penuria le generazioni italiane future.
È presidente della Fondazione Nuova terra antica.
È docente a contratto di Storia dell'agricoltura alla Facoltà di Agraria all'Università di Milano.

## Opere

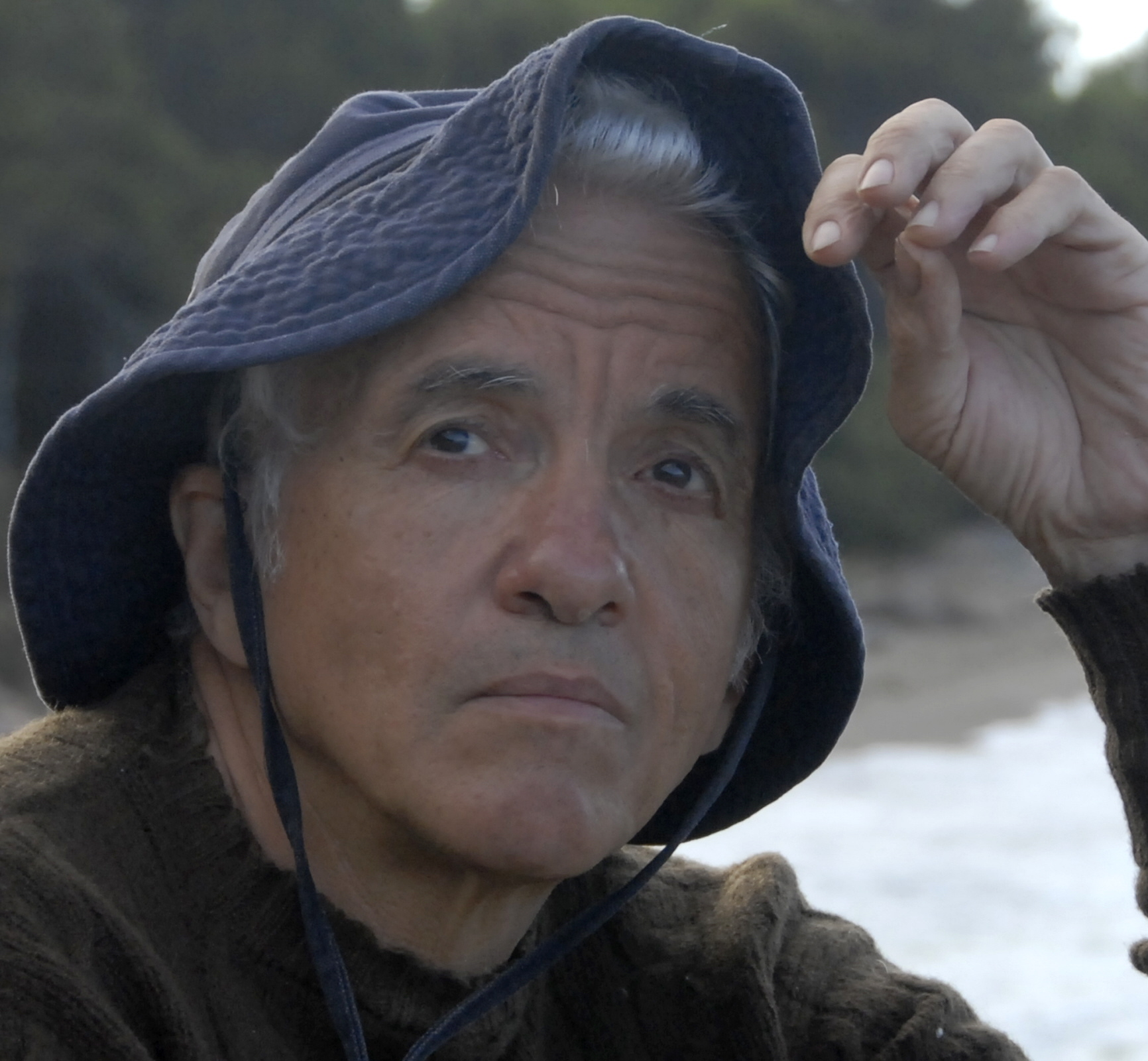
Antonio Saltini, fotografato da Silvio Scarsi - Rivista I Tempi della Terra

- Il macigno ha infranto lo specchio dell'acqua, Padova, B. Rebellato, 1971
- Bilancio di lungo periodo della sostanza organica in terreni basso-padani di bonifica, Antonio Saltini e Anna Farini, Bologna, Rivista di agronomia, 1973
- Il problema alimentare mondiale nel dibattito politico ed economico internazionale, Bologna, Il Mulino, 1977
- Processo all'agricoltura. Opinioni e realtà, Bologna, Edagricole, 1977
- Federconsorzi: cooperativa, holding finanziaria o impero da lottizzare?, Bologna, Il Mulino, 1977
- L'agricoltura raccontata ai giovani, L. Lasnier-Lachaise, J. Arandyelovitch, edizione italiana a cura di Antonio Saltini, Bologna, Edagricole, 1978
- Storia delle scienze agrarie. Venticinque secoli di pensiero agronomico. Prefazione di Ludovico Geymonat Bologna, Edagricole, 1979, ISBN 88-206-1968-7
- Processo all'agricoltura. Opinioni e realtà, prefazione di Giovanni Marcora, Bologna, Edagricole 1979, ISBN 88-206-1816-8
- Sicilia fra feudi e giardini, Bologna, Edagricole, 1982, ISBN 88-206-2172-X
- L'agricoltura americana. I segreti del successo agricolo USA, presentazione di Dale Hathaway, Bologna, Edagricole, 1982, ISBN 88-206-2293-9
- Un progetto per l'agricoltura. Interviste di Lobianco con Antonio Saltini, prefazione di Cesare Zappulli, Bologna, Edagricole, 1983, ISBN 88-206-2470-2
- La svolta storica dell'enologia nei capolavori dell'agronomia rinascimentale, Bologna, Edagricole, 1984
- Storia delle scienze agrarie, 1, Dalle origini al rinascimento, prefazione di Ludovico Geymonat, Bologna, Edagricole, 1984, ISBN 88-206-2412-5 (nuova edizione accresciuta coedizione Museo Galileo - Fondazione Nuova Terra Antica ISBN 978-88-96459-09-6)
- I contadini verso l'impresa. Interviste a Giuseppe Avolio, prefazione di Giuseppe Medici, Bologna, Edagricole 1985, ISBN 88-206-2707-8
- Mezzogiorno agricolo che cambia. Viaggio tra Tavoliere ed Aspromonte, Bologna, Edagricole, 1985, ISBN 88-206-2618-7
- Storia delle scienze agrarie, 2, I secoli della rivoluzione agraria, Bologna, Edagricole, 1987, ISBN 88-206-2413-3
- Viaggio di un cronista agricolo nella storia delle campagne europee,  Pesaro, Accademia di agricoltura, 1988
- L'orto dell'Eden. Maghi, veggenti e scienziati della agricoltura naturale, Bologna, Edagricole, 1988, ISBN 88-206-3038-9
- Storia delle scienze agrarie, 3, L'età della macchina a vapore e dei concimi industriali, Bologna, Edagricole, 1989, ISBN 88-206-2414-1
- Storia delle scienze agrarie, 4, L'agricoltura al tornante della scoperta dei microbi, Bologna, Edagricole, 1989, ISBN 88-206-2415-X
- Caccia alla luna. Tre racconti,  Bologna, Calderini, 1990, ISBN 88-7019-435-3
- Don Zeno, il sovversivo di Dio, prefazione di Giuseppe Medici, Bologna, Calderini, 1990, nuova edizione Il Fiorino, ISBN 9788875490157
- Macchine, ricordi e modelli. La collezione di attrezzi agricoli in miniatura di Emilio Ungarelli, Bologna, Grafis, 1991
- Dieci secoli di agricoltura, 50 anni di Coldiretti, Antonio Saltini, Eugenio Segalla, Udine, Arti grafiche friulane, 1995
- Le agricolture "biologiche": avanguardia o devianza del progresso agronomico?, Firenze, Accademia dei Georgofili, 1995
- Ibn al Awwam e Pietro de' Crescenzi: l'eredita di Aristotele tra scuole arabe e università cristiane, Firenze, Accademia dei Georgofili, 1995
- L'agricoltura e il paesaggio italiano nella pittura dal Trecento all'Ottocento, Antonio Saltini, Maria Sframeli, prefazioni: Antonio Paolucci e Franco Scaramuzzi, Firenze, Octavo, 1995, ISBN 88-8030-005-9
- Tra terra e mare la capitale del commercio alimentare: la parabola del polo agroalimentare di Trapani nel confronto con Parma, prefazione di Danilo Longhi, Bologna, Avenue Media, 1995
- I semi della civiltà: frumento, riso e mais nella storia delle società umane, prefazione di Luigi Bernabo Brea, Bologna, Avenue Media, 1996
- Der Einfluss agrarischer Interessenvertretungen auf die italienische Politik 1922-1993, Nello Gaspardo, Vorwort von Antonio Saltini, Frankfurt am Main, P. Lang, 1996
- La "pubblica felicità": manifesto degli studi di politica agraria, Firenze, L. S. Olschki, 1996, ISBN 88-222-4449-4
- Due scienziati romantici fondano le scienze del suolo. Parte 2, In ogni grammo di terra milioni di microbi trasformano elementi minerali e materia organica, Firenze, Studio editoriale fiorentino, 1997
- La valle di Ospitale: un'isola di economia naturale a metà del Novecento, Porretta Terme, Gruppo di studi alta Valle del Reno, Pistoia, Società pistoiese di storia patria, 1997
- Business, Bologna, Avenue Media, 1997
- Girolamo Molon, Il viaggio in America: la frutticoltura nel confronto mercantile mondiale, Vicenza, Biblioteca internazionale La vigna, 1998
- Cinquant'anni di storia dell'Unione degli agricoltori della provincia di Bologna, Antonio Saltini et al., introduzione di Giorgio Cantelli Forti, Bologna, Unione provinciale agricoltori della provincia di Bologna, 1998
- Fuoco e agricoltura: appunti per un confronto, Firenze, Studio editoriale fiorentino, 1998
- La corte colonica nel Ferrarese, fotografie di Francesco Sprocatti, testi di Antonio Saltini e Giorgio Ravalli, Venezia, Marsilio, 1998, ISBN 88-317-7114-0
- L'agricoltura modenese dalla mezzadria allo sviluppo agroindustriale,, Modena, Associazione agricoltori della provincia di Modena, Milano, FrancoAngeli, 1998
- Per la storia delle pratiche di cantina. Parte 1, Enologia antica, enologia moderna: un solo vino, o bevande incomparabili? Firenze, Studio editoriale fiorentino, 1998
- Per la storia delle pratiche di cantina. Parte 2, La tradizione enologica italiana dal ritardo secolare alle ambizioni di eccellenza, Antonio Saltini, Firenze, Studio editoriale fiorentino, 1998
- Conoscenze agronomiche nei libri della Bibbia,  Firenze, Studio editoriale fiorentino, 1999
- Elie Crud e le incognite dell'economia agraria, Rimini, Romagna arte e storia, 1999
- Messi e armenti di Romagna nei versi dell'ultimo emulo di Virgilio, Rimini, Romagna arte e storia, 2000
- Fiere e mercati nel pendolo della transumanza, Rimini, Romagna arte e storia, 2000
- Giuseppe Medici: lo statista, lo studioso, l'amministratore, Bologna, Avenue Media, 2000
- Tra storia e futuribile: dalla prima alla seconda rivoluzione verde, Firenze, Accademia dei Georgofili, 2001
- Un'istituzione di cultura agraria al traguardo del secondo secolo, Bologna, Accademia nazionale di agricoltura, 2001
- Padre Giovanni Bonsignori: prete, educatore, agronomo. Interventi di Piergiordano Cabra, Renzo Piccoli, Antonio Saltini Milano, A.F.G.P., 2001
- Le fondamenta nella scienza, o le radici nella superstizione?, Bologna, Accademia Nazionale di Agricoltura, 2002
- Chimica agraria tra storiografia, geografia economica e ideologia politica, Firenze, Accademia dei Georgofili, 2002
- Scienza e tecnica agricola alle soglie del '900, Bologna, Avenue Media, 2002
- L'atto di morte di un cimelio millenario: il "moto proprio" pontificio che soppresse l'Annona romana, Firenze, Accademia dei Georgofili, 2002
- Il paesaggio italico nel capolavoro dell'agronomia latina, Firenze, L. S. Olschki, 2003, ISBN 88-222-51415
- Francesco Ginanni: tra erudizione umanistica e fisica particolare, Societa di studi ravennati, 2003
- Via Emilia: percorsi inconsueti fra i comuni dell'antica strada consolare, A. Saltini, M. T. Salomoni, S. Rossi Cescati, Bologna, Il Sole 24 ore Edagricole, 2003, ISBN 88-506-4958-4
- L'assedio della Mirandola: vita, guerra e amore al tempo di Pico e di Papa Giulio, Reggio Emilia, Diabasis, 2003, ISBN 88-8103-280-5
- Don Zeno: il sovversivo di Dio, prefazione di Giuseppe Medici, Modena, Il Fiorino, 2003
- Fernando Malavolti, Modena, Mucchi, 2003
- I cento volti di Trinacria. Viaggio fotografico nella Sicilia agricola, Roma, Spazio rurale, 2004
- Dove l'uomo separò la terra dalle acque. Storia delle bonifiche dell'Emilia-Romagna, Reggio Emilia, Diabasis, 2005, ISBN 88-8103-433-6
- 2057 l'ultimo negoziato, Roma, Spazio rurale 2005, ISBN 88-902187-0-3
- Istituzioni agrarie e progresso delle campagne: nasce a Piacenza il moto di rinnovamento nazionale, Roma, Spazio rurale, 2006
- Vino, conti e contadini. Cinquant'anni di scontri per le denominazioni del Chianti, Firenze, Nuova Terra Antica, 2009, ISBN 978-88-964590-5-8.
- Storia delle scienze agrarie. Nuova edizione in sette volumi, Firenze, Coedizione Museo Galileo e Nuova Terra Antica, 2010-2013, ISBN 978-88-96459-09-6
- Storia delle scienze agrarie. vol. II, I secoli della Rivoluzione agraria. I precursori, Firenze, Museo Galileo. Istituto e museo di storia della scienza, Fondazione Nuova terra antica, 2011, ISBN 978-88-96459-10-2, pp. 446
- Storia delle scienze agrarie. vol. III, I secoli della Rivoluzione agraria. I protagonisti, Firenze, Museo Galileo. Istituto e museo di storia della scienza, Fondazione Nuova terra antica, 2011, ISBN 978-88-96459-11-9, pp. 520
- Storia delle scienze agrarie. vol. IV, L'età della macchina a vapore e dei concimi industriali, Firenze, Museo Galileo. Istituto e museo di storia della scienza, Fondazione Nuova terra antica, 2012, ISBN 978-88-96459-12-6, pp. 548
- Storia delle scienze agrarie. vol. V, L'agricoltura al tornante della scoperta dei microbi, Firenze, Museo Galileo. Istituto e museo di storia della scienza, Fondazione Nuova terra antica, 2012, ISBN 978-88-96459-13-3, pp. 442
- Storia delle scienze agrarie. vol. VI, Le derrate agricole al centro del confronto scientifico e commerciale tra le potenze industriali, Firenze, Museo Galileo. Istituto e museo di storia della scienza, Fondazione Nuova terra antica, 2012, ISBN 978-88-96459-14-0, pp. 324
- Storia delle scienze agrarie. vol. VII, Il Novecento: la sfida tra le conoscenze agronomiche e la crescita della popolazione del Globo, Firenze, Museo Galileo. Istituto e museo di storia della scienza, Fondazione Nuova terra antica, 2013, ISBN 978-88-96459-15-7, pp. 680